# 大友浩嗣
大友 浩嗣（おおとも ひろつぐ、1959年8月31日- ）は日本の実業家。大和ハウス工業代表取締役社長・最高執行責任者。

## 略歴
1959年8月31日、北海道に生まれる。法政大学法学部を卒業後、1984年に大和ハウス工業に入社する。埼玉支店長や名古屋支社長、経営戦略本部長や海外本部長などを経て、2024年に取締役専務執行役員、2025年4月に代表取締役社長・最高執行責任者に就任する。

## 人物
住宅事業の経験が長く、2023年からは海外本部長を務め、海外事業の新たな稼ぎ頭として期待されるアメリカの賃貸住宅会社への出資も主導した。

## 参照
1. 1 2  代表取締役の異動に関するお知らせ-大和ハウス工業
2. ↑  全国賃貸住宅新聞-大和ハウス、新社長に大友浩嗣氏
3. ↑  東洋経済-大和ハウス工業､｢電撃｣社長交代の戦略的な狙い